# Spiloctenia ocellata
Spiloctenia ocellata är en fjärilsart som beskrevs av W. Warren 1897. Spiloctenia ocellata ingår i släktet Spiloctenia och familjen mätare. Inga underarter finns listade i Catalogue of Life.